# Ellen Drew
Ellen Drew (nacida Esther Loretta Ray; Kansas City, Misuri; 23 de noviembre de 1914 – Palm Desert, California; 3 de diciembre de 2003) fue una actriz de cine estadounidense.

## Primeros años
Drew, nacida en Kansas City, Misuri en 1914, era hija de un barbero de origen irlandés. Tenía un hermano menor, Arden. Sus padres se separaron en 1931. Tuvo varios empleos y ganó varios concursos de belleza antes de convertirse en actriz. Tras trasladarse a Hollywood para intentar convertirse en una estrella, fue descubierta mientras trabajaba en una heladería, donde uno de los clientes, el actor William Demarest, se fijó en ella y acabó ayudándola a entrar en el cine.

## Carrera
La incursión de Ray en el cine provocó un conflicto de nombres cuando intentó comenzar su carrera con el nombre de Terry Ray, que resultó ser el nombre de otro actor masculino. Una foto de periódico de 1937 mostraba la resolución del conflicto: "Se pusieron de acuerdo, lo echaron a suertes y el masculino Terry Ray se convirtió en Terry Rains, mientras que el femenino Terry Ray permaneció como antes." Más tarde intentó llamarse Erin Drew.
Después de aparecer en 25 películas con su nombre de nacimiento, se convirtió en una fija en Paramount Pictures oficialmente como Ellen Drew de 1938 a 1944, donde apareció en hasta seis películas por año, incluyendo Sing You Sinners (1938) con Bing Crosby y The Lady's from Kentucky (1939) con George Raft. En 1944 se trasladó a la RKO. Entre sus protagonistas se encontraban Ronald Colman, William Holden, Basil Rathbone, Dick Powell y Robert Preston (en The Night of January 16th y Avión nocturno desde Chungking).
Entre sus otras películas figuran Christmas in July (1940), Isle of the Dead (1945), Johnny O'Clock (1947), The Man from Colorado (1948), The Crooked Way (1949) y The Baron of Arizona con Vincent Price (1950). En la década de 1950, con su carrera cinematográfica en declive, trabajó como actriz de televisión. Uno de sus últimos papeles fue el de Julia Webberly en el episodio de Perry Mason de 1960, "The Case of the Larcenous Lady".

### Radio
El 23 de junio de 1943, Drew coprotagonizó con Agnes Moorehead y Ted Reid "Uncle Henry's Rosebush" en Suspense, y el 25 de julio de 1943 coprotagonizó con Preston Foster "China Bridge", una presentación de Silver Theater en la radio CBS. También apareció dos veces en la Kate Smith Hour.

## Muerte
Drew falleció el 3 de diciembre de 2003 en Palm Desert, California, a los 89 años de edad, a causa de una enfermedad hepática. Fue incinerada y sus cenizas se esparcieron en el mar.

## Honores
Por su contribución a la industria cinematográfica, Drew fue honrada con una estrella en el Paseo de la Fama de Hollywood en 1960, situado en el 6901 Hollywood Blvd.

## En la cultura popular
Una versión muy ficcionalizada de ella aparece en las novelas de James Ellroy Perfidia (2014) y This Storm (2019).

## Filmografía parcial
| - The Return of Sophie Lang (1936) como secretaria (sin acreditar) - Rhythm on the Range (1936) como invitada de la fiesta (sin acreditar) - Yours for the Asking (1936) (sin acreditar) - My American Wife (1936) como invitada de la fiesta (sin acreditar) - Hollywood Boulevard (1936) como Terry Ray - Secretaria de la oficina de casting (sin acreditar) - Lady Be Careful (1936) como chica en velero - Wives Never Know (1936) (sin acreditar) - Murder with Pictures (1936) como papel menor (sin acreditar) - The Big Broadcast of 1937 (1936) como chica en el teléfono - Rose Bowl (1936) como Mary Arnold (sin acreditar) - The Accusing Finger (1936) como esposa - College Holiday (1936) como bailarina en el tren (sin acreditar) - Murder Goes to College (1937) como Lil - The Crime Nobody Saw (1937) como secretaria (sin acreditar) - Internes Can't Take Money (1937) como enfermera - Make Way for Tomorrow (1937) como Usherette (sin acreditar) - Turn Off the Moon (1937) como papel menor (sin acreditar) - Night of Mystery (1937) como secretaria - Hotel Haywire (1937) como operadora de centralita (sin acreditar) - Mountain Music (1937) como Helen (sin acreditar) - This Way Please (1937) como corista (sin acreditar) - The Buccaneer (1938) (sin acreditar) - Scandal Street (1938) (sin acreditar) - Dangerous to Know (1938) como secretaria - Cocoanut Grove (1938) como recepcionista de una emisora de radio (sin acreditar) - You and Me (1938) como cajera - Sing, You Sinners (1938) como Martha Randall - If I Were King (1938) como Huguette - The Lady's from Kentucky (1939) como Penelope 'Penny' Hollis - The Gracie Allen Murder Case (1939) como Ann Wilson - The Escape (1939) como reportera (sin acreditar) - Geronimo (1939) como Alice Hamilton - French Without Tears (1940) como Diana Lake - Women Without Names (1940) como Joyce King - Buck Benny Rides Again (1940) como Joan Cameron | - Christmas in July (1940) como Betty Casey - Texas Rangers Ride Again (1940) como Ellen 'Slats' Dangerfield - The Mad Doctor (1941) como Linda Boothe - The Monster and the Girl (1941) como Susan Webster - Reaching for the Sun (1941) como Rita - The Parson of Panamint (1941) como Mary Malloy - Our Wife (1941) como Babe Marvin - The Night of January 16th (1941) como Kit Lane - The Remarkable Andrew (1942) como Peggy Tobin - My Favorite Spy (1942) como Teresa 'Terry' Kyser - Star Spangled Rhythm (1942) como ella misma (sin acreditar) - Ice-Capades Revue (1942) como Ann Porter - Night Plane from Chungking (1943) como Ann Richards - The Impostor (1944) como Yvonne - And the Angels Sing (1944) (sin acreditar) - That's My Baby! (1944) como Betty Moody - Dark Mountain (1944) como Kay Downey - China Sky (1945) como Louise Thompson - Isle of the Dead (1945) como Thea - Man Alive (1945) como Connie McBride - Sing While You Dance (1946) como Susan Kent - Crime Doctor's Manhunt (1946) como Irene Cotter - Johnny O'Clock (1947) como Nelle Marchettis - The Swordsman (1948) como Barbara Glowan - The Man from Colorado (1948) como Caroline Emmet - The Crooked Way (1949) como Nina Martin - Davy Crockett, Indian Scout (1950) como Frances Oatman - The Baron of Arizona (1950) como Sofia de Peralta – Reavis 'The Baroness' - Stars in My Crown (1950) como Harriet Gray - Cargo to Capetown (1950) como Kitty Mellar - The Great Missouri Raid (1951) como Bee Moore - Man in the Saddle (1951) como Nan Melotte - Outlaw's Son (1957) como Ruth Sewall - The Millionaire (serie de televisión) episodio "The Julia Conrad Story" (1959) (sin acreditar) Julia Conrad, con la coestrella Robert Alda |